# Werner Haaga
Werner Haaga (Spitzname: Wagges, * 3. März 1947) ist ein ehemaliger Fußballspieler.

## Laufbahn
Der Sohn des VfB-Schatzmeisters Eberhard Haaga, Werner Haaga, durchlief die Jugendklassen beim VfB Stuttgart und wurde zur Runde 1968/69 aus der VfB-Amateurmannschaft in den Lizenzkader der Bundesligamannschaft übernommen. Sogleich am ersten Spieltag debütierte der Nachwuchsspieler beim Heimspiel gegen 1860 München in der Fußball-Bundesliga. Das Spiel endete gegen die „Löwen“ 1:1 und der VfB-Sturm hatte in der Besetzung mit Haaga, Gilbert Gress, Bo Larsson, Karl-Heinz Handschuh und Horst Haug dabei agiert. Zum Höhepunkt der Runde wurde am 15. März 1969 der 3:0-Heimsieg vor 74.700 Zuschauern gegen den Tabellenführer FC Bayern München, mit dem die Mannschaft von Trainer Gunther Baumann bis auf einen Zähler an die Münchner als Zweiter aufschließen konnte. Haaga stürmte dabei auf Linksaußen. Am Ende der Runde hatte er 21 Spiele absolviert und zwei Tore erzielt. In den nächsten zwei Jahren kam er nicht mehr auf diese Einsätze und spielte 1970/71 überwiegend wieder bei den VfB-Amateuren in der 1. Amateurliga Nordwürttemberg. Mit den Amateuren wurde er Meister und nahm mit der Mannschaft von Trainer Karl Bögelein am Wettbewerb um die Deutsche Fußball-Amateurmeisterschaft 1971 teil. Am 10. Juli 1971 verlor er mit seinen Mannschaftskameraden das Finale gegen den Titelverteidiger SC Jülich. Nach insgesamt 39 Bundesligaeinsätzen mit drei Toren, wechselte Haaga zur Saison 1971/72 zum VfR Heilbronn in die Fußball-Regionalliga Süd. 
Der kleine Linksaußen war Spielführer beim VfR und bildete bis Mitte der 1970er Jahre zusammen mit Martin Kübler ein gefürchtetes Mittelfeld. In den letzten drei Runden des alten zweitklassigen Regionalligasystems, 1971/72 bis 1973/74, belegte Heilbronn den achten, sechsten und zwölften Rang. Herausragend waren 1972/73 die Heimerfolge am 17. Februar 1973 gegen den Karlsruher SC mit 2:0 Toren vor 15.000 Zuschauern und am 17. März mit 2:1 Toren gegen 1860 München vor 18.000 Zuschauern. Harry Griesbeck, Bernd Hoffmann und Haaga bildeten dabei den VfR-Angriff. Haaga absolvierte 78 Spiele und erzielte vier Tore. Der VfR qualifizierte sich für das erste Jahr in der 2. Fußball-Bundesliga Süd 1974/75 und „Wagges“ Haaga versuchte in 37 Einsätzen an der Seite von Karl Hrynda, Reinhold Fanz und Klaus Kubasik den Klassenerhalt zu sichern. Dies gelang mit dem Erreichen des 17. Platzes aber nicht. 
Nach dem Abstieg aus der 2. Bundesliga blieb Werner Haaga dem VfR Heilbronn als einer der wenigen Spieler treu, musste seine Karriere jedoch bereits nach dem ersten Spiel, in dem er eine schwere Knieverletzung erlitt, beenden.